# Esa Pekonen
Esa Pekonen (Lahti, 4 novembre 1961) è un allenatore di calcio ed ex calciatore finlandese, di ruolo difensore, tecnico del KuPS.

## Carriera

### Giocatore
Ha iniziato la sua carriera da calciatore nella squadra della sua città, ovvero il Lahti.
Successivamente si trasferisce in Svezia dove gioca per l'AIK e dopo due stagioni ritorna nella sua città d'origine.
Rimane a giocare lì fino alla fine della sua carriera da calciatore.

### Allenatore
Nella stagione 1998-1999 allena il Lahti e quindi il KuPS.

## Palmarès

### Giocatore

#### Competizioni nazionali
- Campionato finlandese: 3

Kuusysi: 1982, 1984, 1986
- Coppa di Finlandia: 1

Kuusysi: 1983
- Ykkönen: 1

Kuusysi: 1981

#### Competizioni internazionali
- Coppa Piano Karl Rappan: 1

AIK: 1987

### Allenatore

#### Competizioni nazionali
- Ykkönen: 1

Lahti: 1998